# McAllen
McAllen és una població dels Estats Units a l'estat de Texas. Segons el cens del 2000 tenia 106.414 habitants.

## Demografia
Segons el cens del 2000, McAllen tenia 106.414 habitants, 33.151 habitatges, i 26.089 famílies. La densitat de població era de 893,8 habitants/km².
Dels 33.151 habitatges en un 43,2% hi vivien nens de menys de 18 anys, en un 59% hi vivien parelles casades, en un 16% dones solteres, i en un 21,3% no eren unitats familiars. En el 17,9% dels habitatges hi vivien persones soles el 6,4% de les quals corresponia a persones de 65 anys o més que vivien soles. El nombre mitjà de persones vivint en cada habitatge era de 3,18 i el nombre mitjà de persones que vivien en cada família era de 3,64.
Per edats la població es repartia de la següent manera: un 30,8% tenia menys de 18 anys, un 10,5% entre 18 i 24, un 29,3% entre 25 i 44, un 18,9% de 45 a 60 i un 10,4% 65 anys o més.
L'edat mediana era de 30 anys. Per cada 100 dones de 18 o més anys hi havia 85,8 homes.
La renda mediana per habitatge era de 33.641$ i la renda mediana per família de 36.050$. Els homes tenien una renda mediana de 30.089$ mentre que les dones 22.480$. La renda per capita de la població era de 14.939$. Aproximadament el 20,9% de les famílies i el 23,8% de la població estaven per davall del llindar de pobresa.

## Poblacions properes
El següent diagrama mostra les poblacions més properes.